# 1655 w polityce

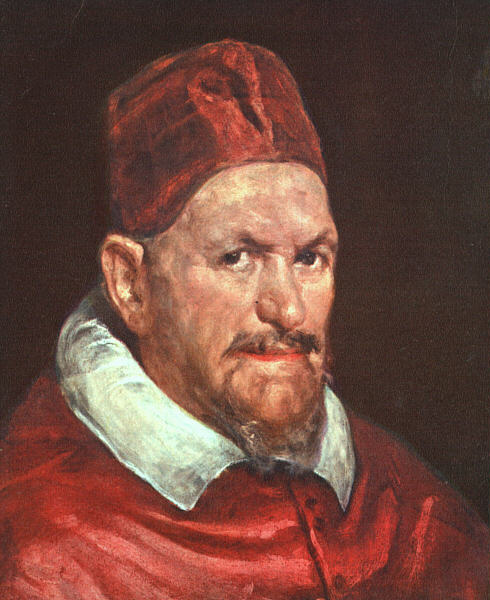
Innocenty X

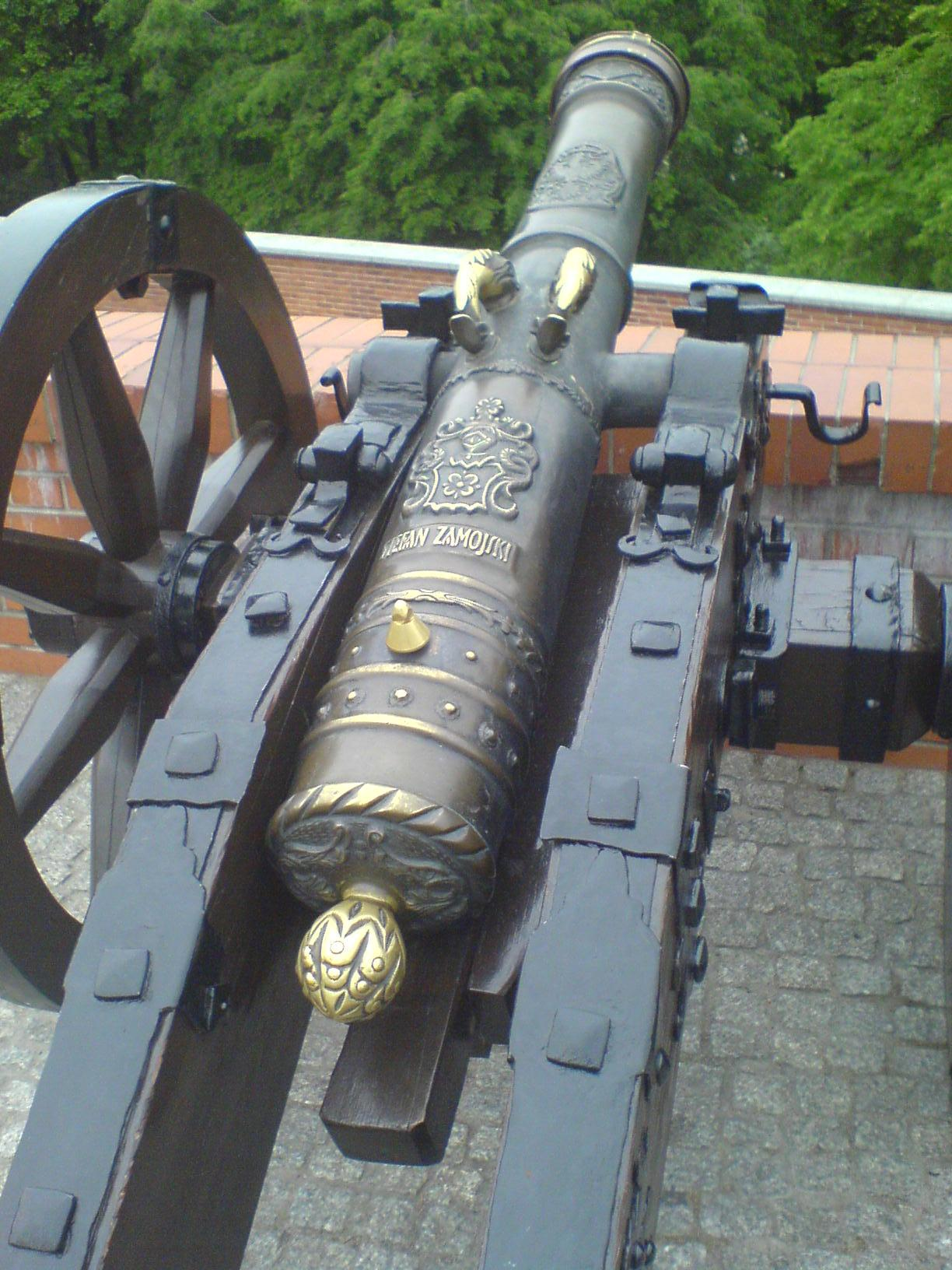
Współczesna kopia działa na bastionie klasztoru Na Jasnej Górze

Wydarzenia polityczne w 1655 roku.

## Wydarzenia
- Fabio Chigi został papieżem[1].
- Potop szwedzki[2].
  - 19 lipca – poseł Rzeczypospolitej w Szwecji Jan Leszczyński otrzymuje w Sztokholmie akt wypowiedzenia wojny[3].
  - 25 lipca – kapitulacja wielkopolskiego pospolitego ruszenia pod Ujściem[4].
  - 31 lipca – wojska szwedzkie dowodzone przez Arvida Wittenberga zajęły Poznań[4].
  - 8 września – wojska szwedzkie dowodzone przez Karola X Gustawa zajęły Warszawę[5].
    - 11 lipca – wojna polsko-rosyjska: Rosjanie zajęli Mińsk[4].
    - 7 sierpnia – wojna polsko-rosyjska: Rosjanie zdobyli Wilno i Grodno[4].
    - 31 października – wojska kwarciane dowodzone przez hetmana Stanisława Potockiego przyjmują w Sandomierzu szwedzkie warunki kapitulacji[6].
    - 27 grudnia zakończyło się oblężenie klasztoru na Jasnej Górze w Częstochowie[7].

## Urodzili się
- 13 maja Michelangelo Conti, przyszły papież Innocenty XIII[8][9].
- 24 listopada Karol XI Wittelsbach, król Szwecji[10].

## Zmarli
- 7 stycznia Innocenty X, papież[11].
- 7 grudnia – Krzysztof Opaliński, pisarz i polityk[12].